# Eremogone tschuktschorum
Eremogone tschuktschorum là loài thực vật có hoa thuộc họ Cẩm chướng. Loài này được (Regel) Ikonn. mô tả khoa học đầu tiên năm 1973.